# Роща Пятисот
Роща Пятисот — массовое захоронение и мемориал в Кингисеппе, посвящённые предполагаемому массовому расстрелу в этом месте красноармейцев в 1919 году в ходе Гражданской войны 1917—1922 гг., объект культурного наследия России регионального значения.
По не полностью подтверждённым сведениям, войска белогвардейцев под руководством Юденича казнили в этом месте в 1919 году 500 человек за то, что они были сторонниками большевиков-революционеров.
Советские историки писали, что людей вешали на сосновых ветках, а затем сбрасывали в ров. На сосновых ветках каждый казнённый отмечался зарубкой, и впоследствии одна из таких веток была помещена в ленинградский Музей революции, ныне Музей политической истории России. Постсоветские историки указывают, что такие действия были обусловлены тем, что «беспощадность красных во имя идеи мировой революции привела к беспощадности со стороны белых».
Название «Роща 500» появилось после Гражданской войны, а в 1941 году место казни было отмечено советским мемориалом, открытым 23 февраля.
После Великой Отечественной войны, в 1950-е годы, здесь же была создана братская могила солдат, освобождавших Кингисепп от фашистов. На мемориальных досках братской могилы увековечено 1068 человек. В базе «Мемориал» указано, что в могиле захоронено 1890 человек, 1276 из них известны, 614 неизвестны. Братская могила — также  Объект культурного наследия народов РФ регионального значения. Рег. № 471711180030005 (ЕГРОКН). Объект № 4700917000 (БД Викигида)
Кроме того, здесь установлен памятный камень в честь бывших узников фашистских концлагерей и мемориальная стела-памятник погибшим землякам.

## Галерея
- Мемориал Гражданской войны
- Мемориал Великой Отечественной войны
- Памятник погибшим землякам